# Catharus fuscater
Catharus fuscater là một loài chim trong họ Turdidae.